# 242529 Hilaomar
242529 Hilaomar este un asteroid din centura principală de asteroizi.

## Descriere
242529 Hilaomar este un asteroid din centura principală de asteroizi. A fost descoperit pe 13 ianuarie 2005 la Vicques de Michel Ory. Asteroidul prezintă o orbită caracterizată de o semiaxă mare de 2,63 ua, o excentricitate de 0,25 și o înclinație de 16,7° în raport cu ecliptica.